# Koreas demilitariserade zon

Koreas demilitariserade zon markerad med rött på kartan.

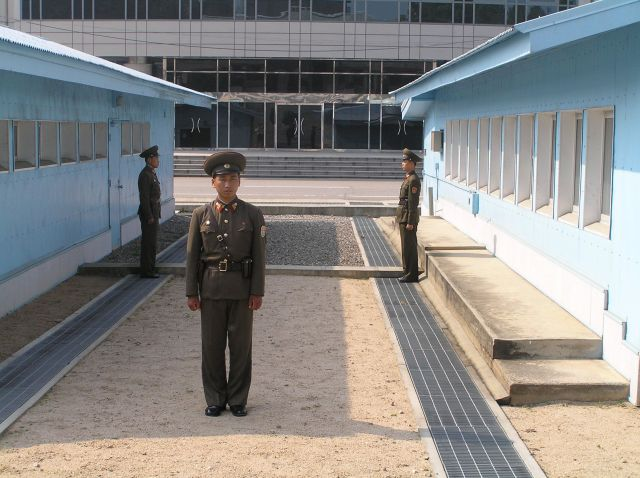
Nordkoreanska soldater i området, norr om gränsen.

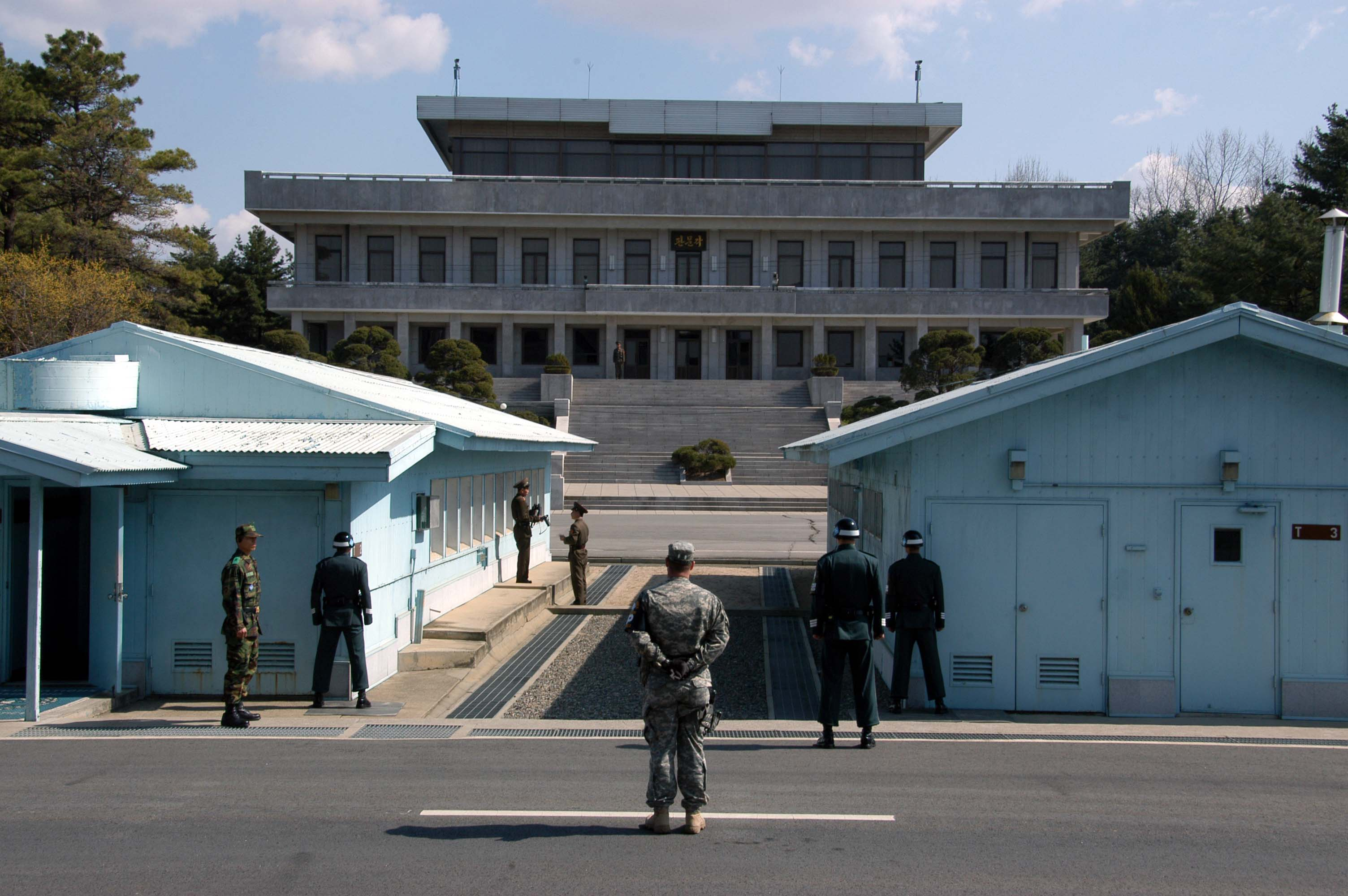
Amerikanska och sydkoreanska soldater i området, söder om gränsen.

Koreas demilitariserade zon (eller DMZ) är en landremsa tvärs över Koreahalvön som används som buffertzon mellan Norra och Södra Korea. Den demilitariserade zonen delar den koreanska halvön ungefär på mitten, och korsar den 38:e breddgraden i stigande riktning västerifrån, så att dess västligaste del ligger söder om breddgraden och dess östra del norr om den. 
Zonen är 248 kilometer lång och ungefär fyra kilometer bred. Mitt i zonen går vapenstilleståndslinjen (demarkationslinjen) från Koreakriget. Inom DMZ finns en mötesplats mellan de två nationerna, där förhandlingar äger rum: det lilla gemensamma säkerhetsområdet.

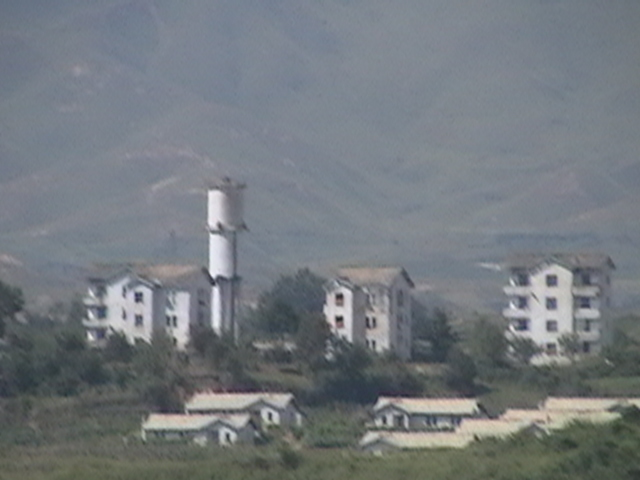
Kijŏng-dong i Nordkorea, sett från Sydkorea

Både Nordkorea och Sydkorea upprätthåller fredsbyar inom synhåll från andra sidan DMZ. I söder administreras Daeseong-dong enligt villkoren i DMZ. Bybor klassificeras som medborgare i Republiken Korea, men är befriade från att betala skatter och andra medborgerliga krav, såsom militärtjänst. I norr har Kijŏng-dong en serie ljust målade, flera våningar, gjutna betongbyggnader och lägenheter med elektrisk belysning. Dessa särdrag representerade en aldrig tidigare skådad lyxnivå för nordkoreaner på landsbygden på 1950-talet. Staden var inriktad så att de klarblå taken och de vita sidorna av byggnaderna var de mest utmärkande kännetecknen när de ses ovanifrån. Men baserat på granskning med moderna teleskoplinser har det hävdats att byggnaderna bara är betongkonstruktioner som saknar glasfönster eller till och med interiöra rum, med byggnadens lampor tända och släckta vid bestämda tider och tomma trottoarer sopat av ett skeletteam av vaktmästare i ett försök att bevara illusionen av aktivitet.